# Geografie inovací a podnikání
Geografie inovací a podnikání se snaží pochopit geografické rozložení inovací a podnikání, prostorové koreláty inovačních regionů a místní procesy, které tyto geografické vzorce utvářejí. Inovace mají řadu sledovaných prvků včetně kodifikovatelných znalostí (patenty a autorská práva), zdokonalení v oblasti výroby a rizikového kapitálu.
Podnikání se měří různými způsoby, sledují se míry zakládání firem, zakládání malých podniků, zakládání technicky náročných podniků a jejich seskupování, zakládání nových podniků v oblasti špičkových technologií a investice rizikového kapitálu a další.

## Geografie inovací
Jaffe, Trajtenberg a Henderson (1993) zjistili, že inovace (měřené pomocí patentů a patentových citací) jsou silně koncentrovány v relativně malém počtu univerzitních regionů a podnikových výzkumných a vývojových centrech.
Inovace jsou geograficky mnohem více koncentrované než tradiční výrobní nebo zpracovatelské činnosti (Feldman a Kogler, 2010). Na celém světě je inovační činnost ať už měřená prostřednictvím patentů nebo vědeckých publikací, mnohem více seskupená a koncentrovaná než obyvatelstvo nebo výrobní činnost (Florida, 2002, 2005). Ekonomické aktivity v rané fázi, které jsou spojeny s inovacemi, vyžadují s větší pravděpodobností shlukování a aglomeraci. Výzkum, návrh, testování, a dokonce i výroba nových produktů a technologií vznikají v prostředí, kde se shromažďují průmyslové subjekty. Jakmile se však tyto výrobky stanou vyspělými a standardizovanými, výhody společného umístění a aglomerace se vytrácejí a výrobní činnosti se mohou rozprostřít do celého prostoru (Ellison a Glaeser, 1999).
Dalším způsobem měření inovací jsou investice rizikového kapitálu. Martin, Sunley a Turner (2002), Saxenian a Sabel, (2008) zkoumali geografické rozdíly v tocích investic rizikového kapitálu. Rizikový kapitál je klíčovým článkem dělby práce, která je spojena s radikálními inovacemi. Rizikové investiční firmy spojují nové inovační procesy s investičním kapitálem v naději na realizaci superzisků. Florida a Kenney (1988) a G. Dosi, R. Nelson, & S. Winter (2000) ukazují, že investice rizikového kapitálu jsou prostorově koncentrované, přičemž nejvyšší absolutní i relativní koncentraci vykazuje Silicon Valley a několik dalších regionů. Zjistilo se, že rizikový kapitál proudí mezi stálým souborem regionů, například z finančně náročného New Yorku do technologického Silicon Valley. Tyto vazby mají tendenci být více síťové než v jiných částech ekonomiky. Vedoucí investoři místních investičních syndikátů budou pečlivě sledovat nové příležitosti. Regiony s vysokou mírou rizikového kapitálu pak mají tendenci obsahovat sítě, které jsou samy o sobě struktuovány tak, aby podporovaly lokalizaci rizikového kapitálu (Powell, Koput, Bowie a Smith-Doerr, 2002).
Marshallova a Arrowova-Romerova teorie (MAR teorie), tvrdí že aglomerace firem těží především z přelévání znalostí mezi blízkými firmami ve stejném odvětví. Tito autoři vytvořili modely vysvětlující růst prostřednictvím nerivalitní povahy znalostí.
Seskupování inovací vysvětluje Nová Ekonomické Geografie. Firmy se sdružují v blízkosti největšího počtu zákazníků, aby minimalizovaly konečné náklady své výrobky.

## Geografie podnikání

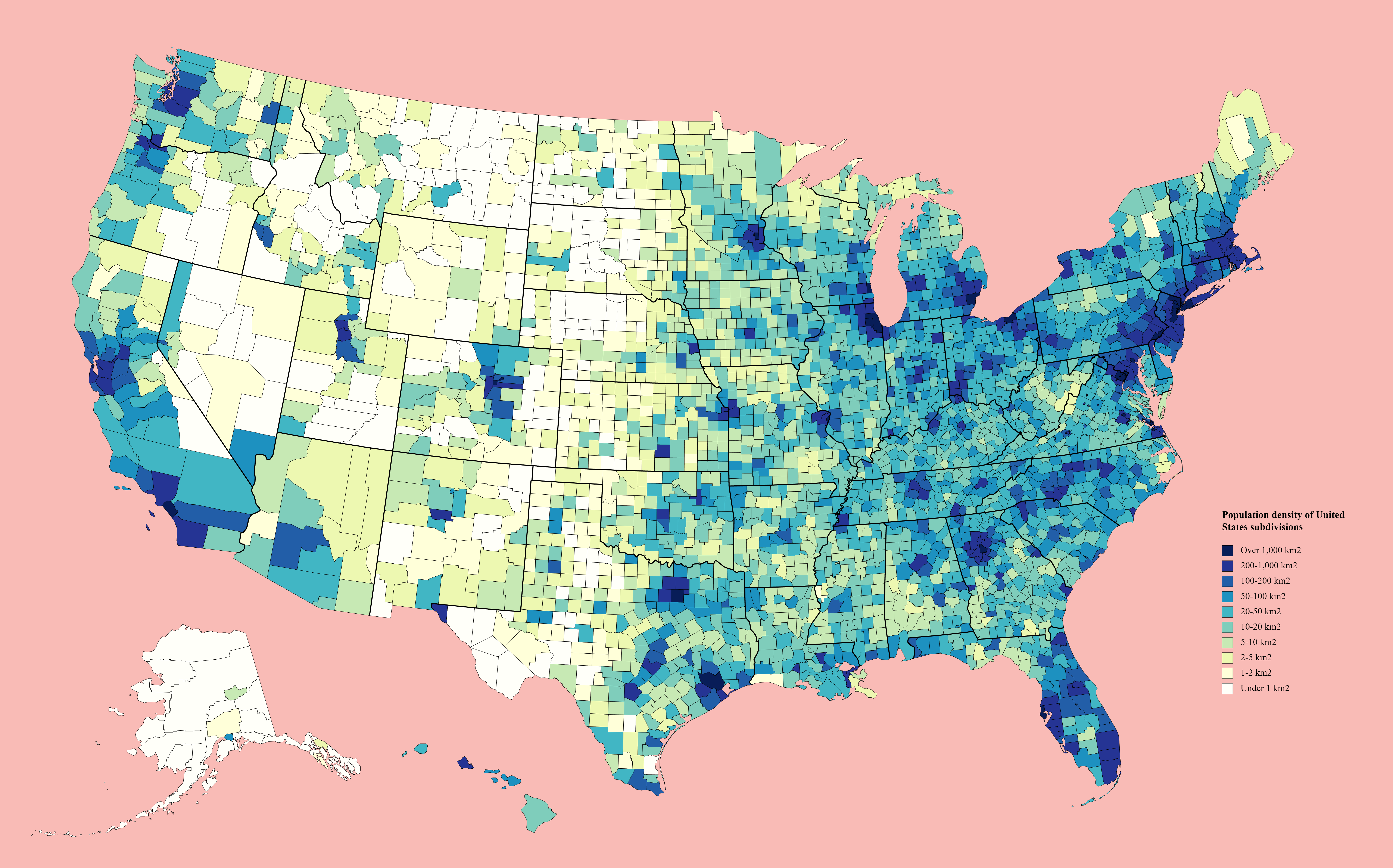
Hustota zalidnění v USA, 2020

Stejně jako inovace je podnikání silně koncentrováno v prostoru (Armington a ACS, 2002, Stenberg, 2009). Zjistilo se, že samotný podnikatelský úspěch je seskupen kolem existujících aglomerací. Neúspěch v podnikání je podobně shlukovitý. Myšlenka, že některá místa jsou pro podnikání atraktivnější existuje už delší dobu. Autoři Baumol, Litan a Schramm (2007) shrnuli recept na podnikatelský úspěch do čtyř faktorů: Vysoké výnosy, nízké start-up náklady, renta a konkurenční nátlak
Chinitz (1961) identifikoval významné geograficky podmíněné rozdíly v podnikatelské aktivitě. Srovnával New York a Pitsburgh a zjistil, že jejich rozdílný růst se je zakořeněn v rozdílné rozmanitosti jejich průmyslových odvětví. Tuto teorii potvrdili Glaeser, Kerr a Ponzetto (2010) – ekonomiky s různorodými shluky malých a středních firem dosahují lepších výsledků než ty, kterým dominují velké firmy.